# USTA Challenger of Oklahoma 2010
Lo USTA Challenger of Oklahoma 2010 è un torneo professionistico di tennis maschile giocato sul cemento, che faceva parte dell'ATP Challenger Tour 2010. Si è giocato a Tulsa negli USA dal 13 al 19 settembre 2010.

## Partecipanti

### Teste di serie
| Nazionalità | Giocatore    | Ranking* | Testa di serie |
| ----------- | ------------ | -------- | -------------- |
| Stati Uniti | Taylor Dent  | 72       | 1              |
| Stati Uniti | Donald Young | 100      | 2              |
| Stati Uniti | Kevin Kim    | 151      | 3              |
| Stati Uniti | Jesse Levine | 165      | 4              |
| Stati Uniti | Jesse Witten | 179      | 5              |
| Stati Uniti | Tim Smyczek  | 186      | 6              |
| Stati Uniti | Lester Cook  | 222      | 7              |
| Stati Uniti | Michael Yani | 226      | 8              |

- Ranking al 30 agosto 2010.

### Altri partecipanti
Giocatori che hanno ricevuto una wild card:
- David Martin
- Phillip Simmonds
- Blake Strode
- Mark van Elden

Giocatori passati dalle qualificazioni:
- Ionuţ Beleleu
- Andrei Dăescu
- Oleksandr Nedovjesov
- Fritz Wolmarans

## Campioni

### Singolare
Bobby Reynolds ha battuto in finale  Lester Cook, 6–3, 6–3

### Doppio
Andrew Anderson /  Fritz Wolmarans hanno battuto in finale  Brett Joelson /  Chris Klingemann con il punteggio di 6–2, 6–3